# Acido pivalico
L'acido pivalico è un acido carbossilico con formula molecolare (CH3)3CCOOH. A temperatura ambiente si presenta come un solido incolore dall'odore pungente. È un isomero dell'acido valerico.

## Sintesi
L'acido pivalico viene sintetizzato industrialmente tramite l'idrocarbossilazione dell'isobutene attraverso la reazione di Koch:
{\displaystyle {\ce {(CH3)2C=CH2 + CO + H2O -> (CH3)3CCO2H}}}
La reazione viene condotta in presenza di catalizzatori acidi. Alternativamente possono essere utilizzati l'alcol ter-butilico e l'alcol isobutilico.
In laboratorio è stato sintetizzato originariamente per ossidazione del pinacolone con acido cromico e per idrolisi del pivalonitrile (cianuro di ter-butile). Un altro conveniente metodo di sintesi in laboratorio sfrutta la carbonatazione del reattivo di Grignard derivato dal cloruro di ter-butile.

## Usi
L'acido pivalico è utilizzato come precursore per la sintesi di polimeri. Gli esteri dell'acido pivalico sono caratterizzati dalla loro resistenza all'idrolisi. I polimeri ottenuti per esterificazione con etenolo (alcol vinilico) sono utilizzati nella produzione di vernici altamente riflettenti.
Il gruppo pivaloile (abbreviato in "piv" o "pv") è un gruppo protettore per gli alcoli nella sintesi organica, spesso utilizzato sotto forma di cloruro di pivaloile assieme alla piridina, oppure con anidride pivaloica in presenza di triflati di scandio (Sc(OTf)3) o di vanadio (VO(OTf)2).
I comuni metodi di deprotezione comportano l'idrolisi con una base o altri nucleofili.
La dipivefrina è un profarmaco, ottenuto per esterificazione dell'epinefrina con acido pivalico, utilizzato nella terapia del glaucoma.